# Pozo del Tío Raimundo
El Pozo del Tío Raimundo, también conocido simplemente como El Pozo, es una zona del barrio de Madrid (España) denominado Entrevías (distrito de Puente de Vallecas) situada al sureste del mismo, con el barrio de Palomeras Bajas y la línea del ferrocarril a Barcelona al norte, el resto de Entrevías al oeste, al sur con la calle de Embajadores y al este con la autopista M-40.

## Historia
Aunque no hay claridad sobre los orígenes del barrio, Constancio de Castro, en su texto publicado en los Estudios geográficos, habla de un primer habitante, José Cortina, que en 1925 adquirió un terreno donde se instaló con su ganado en la zona sureste de Madrid a la que denominaban con distintos topónimos: Tomateros, Las Cambroneras e incluso Pozo del Tío Raimundo. Hay que mencionar que el nieto de Cortina (Mario Moreno Cortina) aclara que la llegada de su abuelo se produjo en 1929.
En cualquier caso, como otros emigrantes de aquel tiempo y años posteriores, el terreno fue adquirido a la Compañía Madrileña de Urbanización (CMU) que había comprado una importante cantidad de hectáreas en los suburbios de Madrid. La CMU vendió parte de los terrenos a los Hermanos Santos y otras organizaciones, que fueron los que de manera ya especulativa vendían los terrenos a inmigrantes provenientes de Andalucía, Extremadura y La Mancha. Aunque eran terrenos rústicos, los nuevos pobladores iban construyendo sus propias chabolas para darles un uso habitacional, costumbre que se generalizó en esta zona y otras de Madrid hasta 1956, cuando oficialmente se ilegalizó esta práctica.
Hay otras hipótesis de que ya existía el Pozo del Tío Raimundo antes de esa fecha, según una tradición popular, un labrador, Raimundo, junto con otros agricultores construyeron un abrevadero para animales que iban de paso por esos terrenos.Constancio de Castro recoge esta tradición y ubica la construcción del abrevadero un poco anterior a la llegada de José Cortina. No obstante, según documentos publicados por Vicente Martín Morales en su blog sobre la historia de Vallecas, ya en 1864 se habían vendido terrenos en el sitio Pozo de Raymundo. Esto retrasa la construcción de ese abrevadero al menos 60 años y convierte a Raimundo en un hombre de siglo XIX.
Volviendo a los años 1920, a partir de entonces y hasta los años 1940, no se ha encontrado ninguna referencia más sobre la zona. Es a partir de ahí cuando comienza a aumentar la llegada de inmigrantes y la construcción de chabolas de adobe, construidas por los propios habitantes que iban llegando. Esto fue sucediendo hasta los años 1953 y 1954, y ya en 1956 se detuvo el crecimiento demográfico, contando ya el Pozo con unas 1700 chabolas y alrededor de 8000 habitantes.
El Pozo era un barrio de chabolas sin ningún tipo de servicio. Sin embargo, algunos de sus habitantes —entre los que se contaban numerosos albañiles— comenzaron a crear conexiones sin autorizaciones a los servicios de «aguas negras». No habría servicios de agua y alcantarillado hasta finales de la década de los 60. La electricidad existiría a partir de 1957. Alternándose construcciones de chabolismo puro y versiones de casas rurales manchegas. En el año 1956, se paralizó la construcción de más chabolas, prometiendo desde la recién creada Comisaría General para la Ordenación Urbana de Madrid, que dependía del Ministerio de la Vivienda que en dos años habría un realojamiento de los habitantes del Pozo, pero no será hasta el año 1976 cuando comienza la primera urbanización, se comienzan a pavimentar las calles y comienza la remodelación por fases del Pozo del Tío Raimundo. El plan prevé viviendas unifamiliares o colectivas en bloques de cuatro y ocho pisos, un centro comercial, una zona escolar, un núcleo industrial, una zona deportiva, edificios sociales, centros sanitarios, zonas verdes, jardines y vías de acceso. En el año 1986 el Pozo dice adiós a las chabolas. Y los propios habitantes trabajan en la remodelación del barrio.
A partir de 1955, se produce aquí un punto de inflexión cuando llegan unos jesuitas (cuyo máximo exponente fue José María de Llanos Pastor), que empezaron a aglutinar a los habitantes para la creación de dispensario, cooperativa, fundaciones y escuelas.
El 24 de diciembre de 1958, se inauguró el abastecimiento de luz, y fue la cooperativa Eléctrica del Pozo la encargada de gestionarla.

## Transportes

### Cercanías
Se encuentra la estación de El Pozo, que pertenece a las líneas C-2, C-7 y C-8 de Cercanías Madrid. Su apertura es posterior a la creación de las líneas de cercanías del Corredor del Henares, al igual que la de  Santa Eugenia, puesto que se construyó al crecer y desarrollarse la colonia. El 11 de marzo de 2004 por la mañana explotaron dos bombas en el tren 21435 cuando circulaba por esta estación.

### Autobuses
Dentro de la red de la Empresa Municipal de Transportes de Madrid, las siguientes líneas prestan servicio al barrio:
| Línea | Terminales                                            |
| ----- | ----------------------------------------------------- |
| 10    | Cibeles – Palomeras                                   |
| 24    | Estación de Atocha – Estación de El Pozo              |
| 102   | Estación de Atocha – Estación de El Pozo              |
| 103   | Estación de El Pozo – Ecobulevar                      |
| 136   | Pacífico – Madrid Sur                                 |
| 180   | Arganzuela-Planetario – Legazpi / Estación de El Pozo |
| 310   | Pacífico – Estación de El Pozo                        |
| T31   | Estación de El Pozo – Sierra de Guadalupe             |
| N11   | Cibeles – Madrid Sur                                  |

## Iniciativas sociales

### La Cooperativa Eléctrica del Pozo
Sigue distribuyendo la energía a las casas del Pozo, a un precio por debajo del mercado y atendiendo a las necesidades de los vecinos. Pudiendo éstos negociar con la Cooperativa el pago aplazado de las facturas.

### La Asociación de vecinos del Pozo
En el año 1968, se crea una de las primeras asociaciones de vecinos de España. 

### La Fundación José María de Llanos
Fue el propio José María Llanos el inductor de la creación de esta Fundación, creando la Fundación «Santa María del Pozo» en los años 50 y estableciéndose legalmente en el año 1987 como Fundación «José María de LLanos»,  Se creó con el fin de promocionar tanto en el barrio de El Pozo como en el de Entrevías a sus jóvenes, ofreciendo formación, inserción laboral y participación social. En la actualidad cuenta con una Escuela de Formación Profesional «1 de Mayo», la Escuela de Hostelería del Sur, la escuela infantil Borja, el espacio Mujer Madrid y además  actividades relacionadas con Cooperación Internacional.

## Residentes notables
- José María de Llanos Pastor, jesuita confesor de Francisco Franco.
- Enrique de Castro, «cura obrero» y activista social.
- Gregorio Morán, periodista y escritor.
- José Luis Domínguez, fundador de Indescomp.
- Manuel Pérez Martínez «camarada Arenas», secretario general del PCE(r) (en prisión).
- El Lele, Institución en el Pozo.[18]
- Juan Antonio Jiménez Muñoz, músico, compositor y artista reconocido nacional e internacionalmente e integrante, junto a sus hermanos, del grupo Los Chichos.
- Esperanza Molina Cubillo, escritora y antropóloga defensora de los derechos de las mujeres y de las personas jóvenes.

## Cine
Sobre el barrio hay un documental estrenado por Juan Vicente Córdoba en el año 2008 y titulado Flores de luna.
Recientemente se ha estrenado otro documental dirigido por Juan Luis de No llamado Un hombre sin miedo y que se centra en la vida del Padre Llanos.